# Francisco Braga
Antônio Francisco Braga, född 15 april 1868, död 14 mars 1945, var en brasiliansk kompositör.
Braga gjorde sig även känd som en framstående konsertdirigent både i hemlandet och på konsertresor. Han var en av samtidens mest kända brasilianska tonsättare men föga känd i Europa. Braga komponerade symfonier och andra orkesterverk, operor, scenmusik, kammarmusik, sånger, pianostycken med mera.